# Amici Augusti
Amici Augusti (latinul: a császár barátai), olyan személyek, akik hivatalosan jogot nyertek arra, hogy a római császárhoz belépjenek. Valószínűleg minden senator elnyerte ezt a jogot, s a lovagrend egyes tagjai is. Két csoportra voltak osztva, az elsőbe főleg senatorok, a másikba főleg lovagok tartoztak. Nevüket közölte az Acta Urbis. Közülük kerültek ki a császári tanácsosok (consiliarius) és a kísérők (comes).